# Fernanda Montenegro
Fernanda Montenegro, född 16 oktober 1929 i Rio de Janeiro, är en brasiliansk skådespelare. Hon är den första kvinnliga brasilianska skådespelaren som blivit Oscarsnominerad. Nomineringen, för bästa kvinnliga skådespelare, fick hon för sin roll i Central do Brasil. I Brasilien är hon en populär tv-personlighet på kanalen TV Globo.
Hon är mor till skådespelaren Fernanda Torres och regissören Cláudio Torres och gift med skådespelaren Fernando Torres sedan 1954.

## Filmografi
- 1998 - Central do Brasil
- 2000 - En hunds testamente